# Francesco Prisco (cineasta)
Francesco Prisco (Frattamaggiore, 17 settembre 1976) è un regista cinematografico e sceneggiatore italiano.

## Biografia
Ha realizzato il cortometraggio Bisesto, candidato al David di Donatello 2009 e vincitore del Grifone d'oro al Giffoni Film Festival e ha vinto, tra gli altri, il Vesuvio Award al Napoli Film Festival con il corto Fuori Uso. Nel 2014 dirige il suo primo lungometraggio Nottetempo. Nel 2016 scrive e dirige l'episodio Luba, uno dei tre racconti della commedia Vieni a vivere a Napoli, presentata al Bifest di Bari. Realizza per SKY Arte la seconda stagione della trasmissione Camerini. Nel 2018 dirige Bob & Marys - Criminali a domicilio, una black comedy con protagonisti Rocco Papaleo e Laura Morante. Partecipa, in qualità di sceneggiatore e supervisore artistico, a due film AMAZON Exclusive, Tre uomini e un fantasma e Bang Bank, con il trio comico I Ditelo Voi e Martina Stella. È regista de Lo Sparviero, documentario sulla vita e le gesta sportive del pugile campione del mondo Patrizio Oliva. Nel 2024 firma il soggetto, la sceneggiatura e la supervisione artistica dell’opera prima di Giovanni Esposito, Nero, prodotta da Pepito Produzioni, Bartleby, Run Film e RaiCinema, presentata al 42 Torino Film Festival. 

## Filmografia

### Regia e sceneggiatura
- Bisesto (2008) – cortometraggio
- Fuori uso (2008) – cortometraggio
- Nottetempo (2014)
- Camerini (2015) - Trasmissione televisiva per SKY Arte
- Vieni a vivere a Napoli – episodio Luba (2016)
- Gomorroide (2017) - soggetto, sceneggiatura e supervisione artistica
- Bob & Marys - Criminali a domicilio (2018)
- Lo sparviero (2021) – documentario
- Tre uomini e un fantasma (2022) - soggetto, sceneggiatura e supervisione artistica
- Bang Bank - L’occasione fa l’uomo morto (2024) - soggetto, sceneggiatura e supervisione artistica
- Nero (2024) - soggetto, sceneggiatura e supervisione artistica